# Pantaleon i wizytantki (film)
Pantaleon i wizytantki (hiszp. Pantaleón y las visitadoras) – peruwiańsko-hiszpański film komediowy z 1999 roku w reżyserii Francisco J. Lombardiego, zrealizowany na podstawie powieści pod tym samym tytułem autorstwa Mario Vargasa Llosy.
Zdjęcia kręcono w Iquitos. Film był oficjalnym peruwiańskim kandydatem do Oscara dla najlepszego filmu nieanglojęzycznego, ale ostatecznie nie zdobył nominacji.

## Fabuła
Film opowiada o kapitanie peruwiańskiej armii, który jako żołnierz cieszący się opinią niezwykle sprawnego organizatora, otrzymuje nietypowe zadanie. Ma zorganizować grupę prostytutek, która będzie obsługiwać żołnierzy stacjonujących w amazońskiej dżungli. Prostytutki to tytułowe 'wizytantki'.

## Obsada
- Salvador del Solar jako kapitan Pantaleón Pantoja
- Angie Cepeda jako Olga Arellano 'Kolumbijka'
- Pilar Bardem jako Chuchupe
- Gianfranco Brero jako generał Collazos
- Mónica Sánchez jako Pochita
- Norka Ramírez jako Vanessa

## Nagrody
- 2000: Nagroda publiczności na MFF w Viña del Mar
- 2000: Nagroda dla najlepszego aktora (Salvador del Solar) na MFF w Cartagena de Indias